# Arche (Band)
Arche ist eine 2014 gegründete finnische Death- und Funeral-Doom-Band.

## Geschichte
Die in Tampere gegründete Band Arche entstand als gemeinsames Projekt der aktiven und ehemaligen Mitglieder von Razorblend, Worthless und Profetus. Der Schlagzeuger Ville Raittila und der Sänger und Gitarrist Eppe Kuismin gründeten die Band mit dem Bassisten Panu Raatikainen. Raatikainen war lediglich bis zur Aufnahme der EP Undercurrents Teil der Band. Als die EP am 11. Juli 2015 als Musikdownload im Selbstverlag erschien, gehörte er nicht mehr dazu. Die EP wurde am 7. September von Graceless Recordings als MC und am 26. Juni 2016 von Third I Rex als CD veröffentlicht. Die internationale Resonanz auf Undercurrents fiel überschwänglich positiv aus. Cody Davis stellte in seiner für Metal Injection verfassten Kolumne Funeral Friday die Band bereits mit ihrer Debüt-EP in die Tradition populärer finnischer Gruppen und zog den Vergleich zu der Qualität der Genre-Initiatoren Skepticism und Thergothon. Riccardo Veronese besprach Undercurrents für Doom-Metal.com als eine eigenständige Veröffentlichung von ausgesprochener Qualität, die von den Erfahrungen der beteiligten Musikern zeuge. Auch Rezensenten der Webzines Ghost Cult Mag, Invisible Oranges und Metal Temple verwiesen auf die Vita der Musiker, insbesondere Kuismins Beteiligung an Profetus wurde wiederholt hervorgehoben.
Sieben Jahre nach der Debüt-EP erschien mit Transitions am 16. Dezember 2022 über Transcending Obscurity Records das erste Album des verbliebenen Duos Kuismin und Raittila. Die Veröffentlichung wurde bereits vorab als Album einer „Doom-Metal-Meisterklasse“ gelobt. Zur Veröffentlichung blieb das positive Urteil bestehen. Der Band gelinge es, mit einem Album von endlosem Gewicht ein Gefühl von Traurigkeit in Perfektion zu transportieren. So berge das Debüt als „unerwartetes Juwel“ der weltweiten Doom-Szene, von einer bemerkenswerten „Exzellenz“, die „besten Voraussetzungen, um die Gruppe an der Spitze der Doom-Metal-Welt zu etablieren“. Unter den gegebenen Bedingungen und selbst bei populärer Konkurrenz wie Shape of Despair sei Transitions gar ein Anwärter auf das Funeral-Doom-Album des Jahres.

## Stil
Auf dem Grat zwischen Funeral- und Death-Doom, variiert die Musik von Arche in ausgeprägt langen und langsamen Stücken zwischen aggressivem Lead-Gitarrenspiel und repetitiv und hypnotischem Tempo. An anderer Stelle werden die Lead-Melodien als langsam und bedeutungsvoll wahrgenommen. Damit erinnere Arche gelegentlich an den Melodic Death Doom von Bands wie Swallow the Sun und Saturnus. Als weitere Referenzen werden Bell Witch und Ahab angeführt.
So erinnere der rhythmusbetonte Klang an The Giant von Ahab, mit ausschließlich gutturalem Growling. In der Essenz ihres Schaffens sei die Band kaum originell, aber höchst versiert in der Umsetzung. Das Ergebnis ist weiträumig orchestriert, betont melodisch und einem „hohen Maß an Spannung über die langen Stücke hinweg.“ Eine melancholische Atmosphäre und Aufmerksamkeit bindende Dynamik der Musik entsteht insbesondere aus der Nutzung akustischer Phasen.

## Diskografie
- 2015: Undercurrents (EP, Download: Selbstverlag; CD: Third I Rex; MC: Graceless Recordings)
- 2022: Transitions (Album, LP/CD: Transcending Obscurity Records)